# Vilatge
Un vilatge (derivat del llatí vicus o villa) és un nucli de població menor, habitualment sense jurisdicció pròpia. Contraposada al vilatge hi ha la vila.

## Ús de Vilatge, Poble(t) i Aldea
A una gran part de Catalunya, les Illes Balears i el País Valencià, el terme genèric poblet és més habitual. En alguns punts del País Valencià, s'empra aldea de preferència a poblet, per castellanisme. A la Catalunya Nord s'utilitza vilatge o endret (variant de 'indret'), siga gran o petit, com a sinònim de poble, en contraposició amb la vila. En alguns territoris subsisteix el mot lloc per a designar el poble. Si té jurisdicció pròpia però no és una vila, se'n pot dir comuna.
Quan es fa referència al vilatge com a territori, també rep el nom de terme.
El mot vilatge també ha estat aplicat especialment per a designar els pobles abandonats o despoblats.
Aldea és un castellanisme històric provinent de l'àrab aldaya que s'emprava fent referència a llocs aragonesos o fora dels Països Catalans, totalment arcaic, fora d'ús en català modern ha donat nom a dues poblacions catalanoparlants significants: l'Aldea (Montsià) i Aldaia (l'Horta).
Poblat també és un castellanisme per poblet.

## Pobles abandonats
Al llarg de tota l'edat mitjana hi hagué l'abandonament de llocs de poblament, a causa d'actes violents, de canvis econòmics, d'unes necessitats defensives diverses, de la pressió senyorial o de transformacions demogràfiques. Al final de les èpoques visigòtiques i andalusina s'abandonaren nombrosos vilatges.
Han estat excavats, per exemple, els del Bovalar, Vilaclara, Solibernat i Els Safranals.
A l'edat mitjana central, tot i ésser un moment de creixement demogràfic, s'abandonaren també vilatges, arran d'un procés d'encastellament (com ara, a la contrada de Segrià o a la de Guissona).
Finalment, el gran moment de l'abandonament foren els darrers segles medievals, l'època de la crisi demogràfica. Se'n poden esmentar els exemples dels vilatges de Caulès, l'Esquerda de Roda de Ter, Castelló Sobirà de Sant Miquel de la Vall, Sant Llorenç d'Ares, Oroners, Santa Creu, etc.
En estreta relació amb l'aparició dels vilatges abandonats, cal parlar del naixement dels masos rònecs.
L'estudi dels vilatges abandonats, que a Catalunya començà als anys seixanta, ha tingut una gran importància de cara al coneixement de molts aspectes de la vida en un poble medieval, que hom no podia conèixer mitjançant els testimonis escrits.
Una altra època en què s'han abandonat uns quants pobles és l'actual, des del darrer terç del segle xx. Podem trobar exemples en zones desavinents per la climatologia o pel seu aïllament, com és el cas de diversos pobles pallaresos, per exemple (Montadó, Puig de l'Anell, Montesquiu, etc.).